# توراموررا شمالی
توراموررا شمالی (به انگلیسی: North Turramurra) یک حومه شهر در استرالیا است که در نیو ساوت ولز واقع شده‌است.